# Paolo Savi
Pour les articles homonymes, voir Savi.
Paolo Savi, né le 11 juillet 1798 à Pise et mort le 5 avril 1871 à Pise, est géologue, un ornithologue et un entomologiste italien.

## Biographie
Paolo Savi est le fils de Gaetano Savi (1769-1844), professeur de botanique à l'université de Pise. Il obtient un titre de docteur en physique et en histoire naturelle à 19 ans. Savi devient professeur-assistant de zoologie à cette même université en 1820, puis professeur en 1823. Il donne également des cours en géologie. Il consacre beaucoup de temps au développement du muséum de l'université qui devient l'un des meilleurs d'Europe.
Savi est considéré comme le père de la géologie italienne[réf. nécessaire]. Il étudie la géologie du  Mont Pisani et les Alpes Apuanes. Il donne l'explication de l'origine métamorphique du marbre de Carrare. Il contribue également à la compréhension des couches Miocène et des fossiles du Mont Bamboli. Giuseppe Meneghini (1811-1889) et lui font paraître des articles sur la stratigraphie et la géologie de la Toscane (1850-1851).
Savi est un important contributeur au développement des connaissances ornithologiques. Il fait paraître entre 1827 et 1831 Ornitologia Toscana (quatre volumes) et entre 1873 et 1876 Ornitologia Italiana (que son fils fait paraître après sa mort). À l'automne 1821, il obtient des spécimens d'une locustelle inconnue, qu'il nomme Locustelle luscinioïde (Locustella luscinioides) en 1824.
Il est l'un des promoteurs de la Société entomologique italienne et fait paraître 79 publications. Il contribue également à promouvoir les sciences en Italie en organisant notamment la première réunion de scientifiques à Pise en 1839.